# 萬慶 (嘉靖進士)
萬慶（？—？），字子餘，直隸和州人，民籍，明朝政治人物。

## 生平
嘉靖十九年（1540年）庚子科應天府鄉試第一百五名舉人。嘉靖三十八年（1559年）中式己未科會試第一百二十七名，三甲第七十七名進士。授刑部主事，升郎中。嘉靖四十五年，擔任泉州府知府。曾聘請傅夏器、尤烈、朱安期、赵恒，修撰《隆庆戊辰泉州府志》。

## 家族
曾祖萬淮；祖父萬伯宇；父萬縉，母盧氏。慈侍下。